# 羅倫佐·奧登
羅倫佐·麥可·墨菲·奧登（Lorenzo Michael Murphy Odone，1978年5月29日—2008年5月30日），是罕見疾病腎上腺腦白質失養症（ALD）的患者。其父母奧古斯都·奧登與米謝拉·奧登為羅倫佐研發出飲用三油酸甘油酯（glycerol trioleate）與三芥子酸甘油脂（glycerol trierucate）的混合油的療法，這種油後來便稱為「羅倫佐的油」，並有一部同名電影《羅倫佐的油》來描述羅倫佐的故事 。
羅倫佐·奧登在他三十歲生日的隔天，因侵入性肺炎於維吉尼亞州的家中逝世。

## 文獻
- Kugler, Mary. . About.   [2006-06-03]. （原始内容存档于2016-04-09）.
- Vedantam, Shankar. "A Real-Life Sequel to 'Lorenzo's Oil'; After His Death, Scientist's Work May Bear Fruit." The Washington Post. January 28, 2007.